# Polyphylla occidentalis
Polyphylla occidentalis är en skalbaggsart som beskrevs av Carl von Linné 1767. Polyphylla occidentalis ingår i släktet Polyphylla och familjen Melolonthidae. Inga underarter finns listade i Catalogue of Life.